# 粕谷茂
粕谷 茂（かすや しげる、1926年〈大正15年〉2月14日 - 2011年〈平成23年〉10月21日）は、日本の政治家。位階は正三位。
自民党衆議院議員（9期）。東京都出身。北海道開発庁長官（第50代）、沖縄開発庁長官（第19代）を歴任した。

## 来歴・人物
日本大学法文学部政治経済学科卒業。広川弘禅秘書、東京都議会議員を経て、1972年の第33回衆議院議員総選挙に旧東京4区から出馬し初当選。連続当選9回（当選同期に小泉純一郎・加藤紘一・山崎拓・石原慎太郎・三塚博・村岡兼造・保岡興治・瓦力・越智通雄・野田毅・深谷隆司など）。自民党内では宏池会（大平正芳→鈴木善幸→宮澤喜一派）に所属。1987年竹下内閣の北海道開発庁長官兼沖縄開発庁長官として初入閣。その後、1993年のはじめに衆議院予算委員長に就任した。
かねてより師事していた河野洋平が総裁に就任すると、自民党幹事長代理に就いた。その後も自民党組織広報本部長などを歴任。官僚出身者の多い宏池会では数少ない叩き上げの党人派で知られた。選挙では、肥後亨から証紙を購入して使っていた事が発覚し、物議を醸した事がある。
自民党東京都連会長在任中の1991年の東京都知事選挙では、「東京の知事は我々東京（の人間）が決めるんです。岩手県かどっかから出てきたようなの（小沢一郎自民党幹事長）に決められたんじゃ困っちゃう」と元NHKキャスターの磯村尚徳を推す党本部の意向に反発し、現職の鈴木俊一を自民党東京都連として支持。鈴木4選の原動力となった。
宏池会（宮澤派）内では河野洋平に近く、派内で河野のライバルと目されていた当選同期の加藤紘一嫌いを公言していた。1998年、宮澤派の後継領袖に加藤が就くことが確実になると、これに反発して河野、麻生太郎らとともに派閥を離脱、大勇会（河野グループ）結成に参加した。
2000年の第42回衆議院議員総選挙で東京都第7区から出馬し、民主党の長妻昭に敗れ落選。落選後も再出馬の意向を示し、選挙区に大量のポスターを掲示して遊説を行っていたが、年齢制限により次回選では公認しない旨の通告を、小泉総裁の意を受けた武部勤幹事長から下され、政界引退を表明した。かつて「東京の知事は東京の人間が決める」と豪語して公然と党本部の意向と違う知事候補を擁立し勝利を収めた粕谷が、党本部から年齢制限により公認しないと言い渡されて出馬断念に追い込まれたことは、中選挙区制から小選挙区制への移行による力関係の変化を象徴する出来事であった（このとき、粕谷のような元職でなく前職であれば山中貞則・相澤英之など80代の候補が公認されていた）。
2000年、勲一等旭日大綬章受章。議員引退後も自民党党紀委員会委員、自民党東京都連最高顧問を務めた。
2011年10月21日、多臓器不全のため東京都内の病院で死去。85歳没。同日付で、正三位に叙位。